# 臺灣環境資訊協會
社團法人台灣環境資訊協會（英語：Taiwan Environmental Information Association），簡稱TEIA，是台灣一個環境保護團體，2001年成立。

## 簡介
台灣環境資訊協會的工作內容，主要有環境資訊交流與環境信託。台灣環境資訊協會建立的網站《環境資訊中心》，是台灣環境新聞與環境資料庫的平台。台灣環境資訊協會推動之環境信託範圍包括臺東、澎湖、陽明山、濁水溪口北岸濕地等地，透過信託保護白海豚及珍貴的濕地。
自2000年4月17日以來每日發行的《環境資訊電子報》系列是台灣環境資訊協會目前最主要的工作與產品，目前擁有兩萬多名訂戶，隨後成立的「環境資訊中心」為台灣最活躍且最具規模的全球環境資訊媒體。有來自台灣、中國及全球的環境新聞，還有台灣生態、環境變遷、新能源、氣候暖化、基因科技與食品等項深入的議題報導，更有知名學者專家的焦點評論與各民間團體的訊息託播。